# El Nafeza
El Nafeza (или El Nafeza Foundation, «Окно») — египетское социальное предприятие, которое ставит своей целью увеличить занятость среди бедных крестьян и улучшить экологическую ситуацию в стране. Предприятие производит высококачественные красочные изделия из бумаги, сделанной из переработанных сельскохозяйственных отходов, таких как рисовая солома, нильские кувшинки и банановые стебли. El Nafeza обучает и трудоустраивает бедняков, имеющий мало шансов найти хорошую работу в других местах. Организация пытается обеспечить нетрадиционным источником дохода людей в сельской местности и бедных областях, преподавая им технологию бумажного производства, особенно для девочек и людей со специальными потребностями (глухих и немых). Переработка отходов играет большую роль в улучшении качества воздуха, а также в глобальной борьбе с изменением климата.
Цветные изделия (записные книжки, фотоальбомы, рамки, сумки, подарочные коробки, абажуры, канцелярская бумага, папки и конверты) делаются из вторичного сырья с применением натуральных красок. Также El Nafeza проводит семинары для ремесленников с целью возродить старинные технологии производства египетской бумаги. Это единственное предприятие на Ближнем Востоке, которое популяризирует искусство ручного производства бумаги из сельскохозяйственных отходов, особенно из рисовой соломы. Кроме главного офиса, учебного центра и основного производства, расположенных в Старом Каире, El Nafeza имеет офисы и цехи в других районах Каира, Александрии, Верхнем Египте, а также отделение в Кении, производящее бумагу из сельскохозяйственных отходов. После первоначальной поддержки со стороны фонда Ашока и художественного института (2005—2008 года) El Nafeza вышла на прибыль и отказалась от стороннего финансирования (в дальнейшем фонд Ашока поддерживал El Nafeza лишь в СМИ и методическими материалами).
Ежегодно учебный центр El Nafeza обучает мастеров, которые затем самостоятельно организовывают и обучают группы, которые изготавливают бумагу и изделия из неё. Организация тесно сотрудничает с общественными организациями, художественными музеями и галереями, а также художниками и дизайнерами со всего мира для распространения опыта и организации дочерних художественных проектов.     